# William Herries
Pour les articles homonymes, voir Herries.
William Herbert Herries, né le 19 avril 1859 à Londres et mort le 22 février 1923 à Wellington, est un homme politique néo-zélandais qui a été membre du conseil du comté de Piako, puis député de Bay of Plenty et de Tauranga.

## Biographie
William Herries est né à Londres. Il est le fils d'Herbert Crompton Herries, un barrister, et de son épouse, Leonora Emma Wickham. Son grand-père est Henry Lewis Wickham, Receiver general de Gibraltar. Le député anglais William Wickham est son oncle. Issu d'une famille aisée de la classe moyenne, il fait ses études à Eton College et au Trinity College de Cambridge, où il étudie les sciences naturelles,. Il s'intéresse à la géologie et devient plus tard membre de la Geological Society. Il s'intéresse également aux courses hippiques et écrit un ouvrage sur l'élevage des chevaux. Il est aussi président du South Auckland Racing Club et du Te Aroha Jockey Club. 
À l'âge de 22 ans, il émigre en Nouvelle-Zélande à bord du Tararua et obtient 900 acres à Shaftesbury. Le 4 décembre 1889, il épouse sa voisine Catherine Louisa Roche ; le couple n'aura pas d'enfants. De 1891 à 1899, Herries est membre du Conseil du comté de Piako. 
De 1896 à 1908, il est député de Bay of Plenty jusqu'en 1908, date à laquelle il est remplacé par la circonscription de Tauranga, qu'il représente jusqu'à sa mort en 1923. Il est fait chevalier pour son service en 1920, en tant que Chevalier Commandeur de l'Ordre de Saint-Michel et Saint-Georges (KCMG) lors des honneurs du Nouvel An de 1920.
Les Herrie se rendent en Angleterre en 1912 ; ils partent le 21 mars à bord de l' Iconic. Le voyage est un désastre. Juste avant leur départ, sa mère meurt en Nouvelle-Zélande. Son épouse, dont la santé est précaire, meurt aussi pendant le voyage,. 
Il est ministre des Affaires autochtones de 1912 à février 1921, ministre des Chemins de fer de 1912 à 1919, ministre de la Marine et ministre des Douanes de 1919 à février 1921, et ministre du Travail de 1920 à février 1921 dans le gouvernement réformiste.
Il meurt à Wellington le 22 février 1923. 

## Hommages
- Herriesville, devenue Te Aroha, a été nommé en son honneur[8].
- Le parc commémoratif Herries à Te Aroha porte son nom et a été créé par un legs de son testament[3].